# Чаша государева заздравная
Чаша государева заздравная — обряд испития чаши (братины, чарки) за здоровье и благополучие государя (князя, царя и так далее). Этим же выражением называлась здравица — речь, произносившаяся при поднятии чаши.
Этот обычай на Руси был повсеместным. Ритуалу придавалось большое значение при царском дворе как выражению преданности государю, а нарушение его считалось таким же преступлением, как оскорбление царского величия.
Чаши следовали в определённой последовательности, хотя она и не была неизменной, причём обычай этот соблюдался и на светских пирах, и за монастырской трапезой. В монастырях государева чаша поднималась после чаш во славу Христа и Богородицы, однако перед ней могли следовать также чаши в честь праздника и в честь святого, поминаемого в этот день. Также поднятию перед поднятием чаш за монастырской трапезой следовало пение тропарей, поэтому такие чаши назывались также трапезными или тропарными.
Обряд испития чаши зафиксирован во многих древнерусских документах, в том числе в следующих:
- Церковный Устав редакции 1401 г. (Иерусалимский)
- «Чин и устав на трапезе за приливок о здравии благочестивому и христолюбивому царю и великому князю всея Русии самодержцу»
- Чаша государева царя Ивана Васильевича
- Чаша государева царя Бориса Фёдоровича[1]